# Josefine Björnberg
Maria Josefina Björnberg, född 25 mars 1874 i Essunga socken, död 1931 eller i februari 1932 i Stora Mellby socken, var en svensk keramiker.
Josefine Björnberg blev uppmärksammad för sina glasyrer i starka färger. Hon deltog med sin keramik på Konstindustriutställningen 1909.